# برنس آلا
برنس آلا (بالإنجليزية: Prince Alla)‏ هو مغني جامايكي، ولد في 10 مايو 1950 في كينغستون في جامايكا.

## وصلات خارجية
- برنس آلا على موقع ميوزك برينز (الإنجليزية)
- برنس آلا على موقع ديسكوغز (الإنجليزية)